# Dicranomyia (Dicranomyia) lassa
Dicranomyia (Dicranomyia) lassa is een tweevleugelige uit de familie steltmuggen (Limoniidae). De soort komt voor in het Oriëntaals gebied.